# Villa Cantoni
Villa Cantoni è un edificio storico situato ad Arona (NO) sotto la rupe calcarea della rocca e in posizione soprelevata rispetto al livello del Lago Maggiore.

## Storia
La struttura architettonica, progettata dell'ingegnere Vittorio Cantoni per la sua famiglia, risale agli anni Ottanta del XIX secolo ed è costituita da un avancorpo centrale affacciato verso il lago e sormontato da una torretta e da due corpi laterali sporgenti verso la parte posteriore che delimitano un cortile. La facciata a lago si innalza su una piattaforma semicircolare sotto la quale vi sono delle grotte artificiali.
Un tempo il parco comprendeva la parte dell'attuale assetto stradale e terminava con i due padiglioni di accesso alla darsena privata. Il terreni furono ceduti a Cantoni dalla famiglia Borromeo nel 1873.
Vittorio Cantoni era ebreo, il figlio Tullo nato nel 1866, convertitosi al cristianesimo, fu sindaco di Arona tra il 1914 e il 1919 e si sposò con Irma Finzi, una milanese di origine ebraica anche lei convertitasi, la coppia ebbe due figli: Vittorio Angelo, detto Victor, e Gianfranco.
Nel 1911 Tullo venne adottato ed ereditò il titolo di conte da Giulio Cesare Mamiani della Rovere.
Victor e Irma furono tra le vittime dell'Olocausto del Lago Maggiore, vennero prelevati il 15 settembre del 1943, dal rastrellamento si salvarono la moglie di Victor, Rosy Gattico e sua figlia di 5 anni, due mesi dopo vennero alla luce i gemelli Andrea e Gianluca. In seguito a questo episodio la villa venne saccheggiata e spogliata. 
Rimase in stato di abbandono per oltre trent'anni fino all'avvio dei lavori di ristrutturazione nel 2016.

## Descrizione
Nel corpo centrale sono in evidenza quattro lesene che spartiscono verticalmente lo spazio, orizzontalmente due cornici marcapiano mettono in risalto gli stipiti delle finestre. 
L'interno della villa è adornato da affreschi riconducibili al pittore veneziano Giacomo Casa ed era, al momento del suo massimo splendore, arredato in stile rinascimentale e neoclassicheggiante.
Fanno parte della stessa proprietà lo chalêt dal tetto a due falde con trina lignea e i due padiglioni che consentono l'accesso alla darsena. Il piano di terreno su cui sono realizzati gli edifici minori prevede un bugnato, su cui si aprono il portale d'ingresso ad arco ribassato e gli oculi ovoidali. Nel piano superiore sono presenti quattro lati completamente aperti da quattro serliane poggianti su balaustre convesse. La copertura terrazzata ospita nel parapetto dei lambrecchini con stemmi.
L'esterno della villa era occupato da un vasto giardino ricco di piante esotiche.